# Museo Regional de la Sierra Alta
El Museo Regional de la Sierra Alta es un museo localizado en Zacualtipán, estado de Hidalgo (México).
Espacio creado para la conservación de los rasgos culturales que identifican a la comunidad. La arquitectura, el arte, la medicina, tradiciones, agricultura y leyendas estructuran parte del guion museográfico que integra las expresiones de la cultura popular y las festividades en un recorrido constituido por ocho salas.

## Historia
Se inauguró el 14 de enero de 2009, con el trabajo del Ayuntamiento de Zacualtipán, el Consejo Estatal para la Cultura y las Artes de Hidalgo,  y el Consejo Nacional para la Cultura y las Artes. Posteriormente, en 2010 se intervino, mejorando el espacio y reinaugurando en enero de 2011.

## Salas de exhibición
En las salas uno y dos denominadas Introducción, región y medio ambiente; se ubica geográficamente al espectador, y se señala el clima y la vegetación. En la sala tres denominada Época prehispánica y virreinal; se muestra la época prehispánica, con réplicas de pinturas rupestres, exhibiendo herramientas y utensilios para sembrar y cosechar el maíz. También se encuentran imágenes del Convento de Metztitlán, del claustro de Molango y de la Capilla de Santa María Xoxoteco dan cuenta de la Nueva España.
En la sala cuatro Independencia y Revolución se muestra la vida de la Sierra Alta en este periodo, y la réplica de una cocina de la región. En la sala cinco Época postrevolucionaria se  pertenencias de Felipe Ángeles.
En la sala seis La fiesta, se muestran máscaras que se utilizan en danzas tradicionales como la danza del guegue, la danza del negrito y la danza del nenetzo, indumentaria utilizada en el carnaval como la máscara del diablo. La vestimenta de las festividades en la comunidad de Carpinteros es la más representativa de la región, con los mismos colores de la bandera de México; la imagen de la virgen de Guadalupe se lleva en la parte posterior de este vestido y se utiliza en la danza de las estrellas.
En la sala siete Alfarería y cestería, se muestran artesanías hechas de barro como jarros, alcancías, cazuelas, incensarios, chapal o chichapal, canastas hechas de bejuco grueso, vara de sauz y mimbre. En la sala ocho Artesanías y arte popular se muestran campanas hechas de cobre, níquel, bronce y estaño fundidos en horno de leña, además de bateas hechas de madera, la cantera blanca en forma de pilar y el cántaro de tres orejas en barro forman parte del trabajo artesanal que se realiza en la región.